# 顺义县
顺义县，中国北京市旧县名。
明朝洪武二年（1369年）改温阳县置，治所在今北京市顺义区。属北平府。永乐元年（1403年）属顺天府。民国初年，顺义县属京兆地方。1928年，京兆地方改为北平市，后成为河北省省辖市。1998年撤销，改设顺义区。